# Mika Salo
Mika Juhani Salo (* 30. listopad 1966, Helsinky) je finský automobilový závodník a pilot Formule 1.
Svoji kariéru automobilového závodníka zahájil tradičním způsobem, na motokárách. Bylo mu 11 let a v zemi se silnými kořeny pro Rally, snil o formuli. V motokárách získal 4 tituly mistra Skandinávie a otevřel si cestu do formule Ford a hned v prvním roce svého působení v této třídě končí na druhém místě. Následující sezónu, tedy rok 1988, již získává titul mistra Finska, Skandinávie i Evropy.
Následující dva roky působil v britském mistrovství Formule 3, v roce 1989 získal pouhých 10 bodů a končí na 14. místě. V dalším roce již bojuje o titul se svým krajanem Mikou Häkkinenem a i když zvítězil v 6 závodech nakonec na Häkkinena ztrácí 23 bodů a končí na druhém místě. Zatímco britská formule 3 Häkkinena katapultovala přímo do Formule 1, on odešel do Japonska, kde se téměř 4 roky trápil ve Formuli 3000.
V roce 1994 konečně přišla vytoužená nabídka z Formule 1, v týmu Lotus nahradil na poslední dva závody Erica Bernarda. Pro sezónu 1995 Mika podepisuje Tyrrellu a získal první body v F1 a taky jediné pro celý tým. Následující dva roky u Tyrrellu byl, kdo získával body, ale bylo to jen paběrkování. Zatímco se mluvilo o tom, že by mohl nastoupit u Ferrari, koncem roku 1997 podepsal kontrakt u Arrowsu, ale ani tady nebyla situace lepší. Rok 1999 začal katastrofálně, byl bez místa, paradoxně to ale byla jeho nejlepší sezóna v celé kariéře jezdce F1. Nejprve zaskočil za zraněného Zontu u B.A.R a posléze za Michaela Schumachera, který se zranil v Silverstone. Salo stanul poprvé na stupních vítězů a to mu zajistilo místo v týmu Petera Saubera pro rok 2000. V roce 2001 se věnoval vývoji nového týmu Toyota, aby v následující sezóně byl jejím jezdcem. Ale pouhé dva body byly pro tým velkým rozčarováním a je reorganizován. Zmizel ze scény F1, aby se věnoval vytrvalostním závodům s vozem Audi R8 a závodům FIA GT s vozem Maserati MC12. V roce 2005 se dokonce objevil v rallye s vozem Mitsubishi Lancer EVO VII a skončil 26. ve Vanajanlinna Rally.

## Kompletní výsledky ve Formuli 1
| Legenda k tabulce | Legenda k tabulce                                                                       |
| Barva             | Výsledek                                                                                |
| ----------------- | --------------------------------------------------------------------------------------- |
| Zlatá             | Vítěz                                                                                   |
| Stříbrná          | 2. místo                                                                                |
| Bronzová          | 3. místo                                                                                |
| Zelená            | Bodované umístění                                                                       |
| Modrá             | Nebodované umístění                                                                     |
| Modrá             | Dokončil neklasifikován (NC)                                                            |
| Fialová           | Odstoupil (Ret)                                                                         |
| Červená           | Nekvalifikoval se (DNQ)                                                                 |
| Červená           | Nepředkvalifikoval se (DNPQ)                                                            |
| Černá             | Diskvalifikován (DSQ)                                                                   |
| Bílá              | Nestartoval (DNS)                                                                       |
| Bílá              | Závod zrušen (C)                                                                        |
| Světle modrá      | Pouze trénoval (PO)                                                                     |
| Světle modrá      | Páteční testovací jezdec (TD)                                                           |
| Bez barvy         | Netrénoval (DNP)                                                                        |
| Bez barvy         | Vyřazen (EX)                                                                            |
| Bez barvy         | Nepřijel (DNA)                                                                          |
| Bez barvy         | Odvolal účast (WD)                                                                      |
| Bez barvy         | Nezúčastnil se (prázdné)                                                                |
| Označení          | Význam                                                                                  |
| Tučnost           | Pole position                                                                           |
| Kurzíva           | Nejrychlejší kolo                                                                       |
| †                 | Jezdec nedojel do cíle, ale byl klasifikován, protože odjel více než 90 % délky závodu. |
| ‡                 | Byl udělován poloviční počet bodů, protože bylo odjeto méně než 75 % délky závodu.      |
| Horní index       | Umístění bodujících jezdců ve sprintu                                                   |

| Rok  | Tým                       | Šasi         | Motor           | 1       | 2       | 3       | 4       | 5       | 6       | 7       | 8       | 9       | 10      | 11      | 12      | 13      | 14      | 15      | 16      | 17     | Umístění  | Body |
| ---- | ------------------------- | ------------ | --------------- | ------- | ------- | ------- | ------- | ------- | ------- | ------- | ------- | ------- | ------- | ------- | ------- | ------- | ------- | ------- | ------- | ------ | --------- | ---- |
| 1994 | Team Lotus                | Lotus 109    | Mugen Honda V10 | BRA     | PAC     | SMR     | MON     | ESP     | CAN     | FRA     | GBR     | GER     | HUN     | BEL     | ITA     | POR     | EUR     | JPN 10  | AUS Ret |        | -         | 0    |
| 1995 | Nokia Tyrrell Yamaha      | Tyrrell 023  | Yamaha V10      | BRA 7   | ARG Ret | SMR Ret | ESP 10  | MON Ret | CAN 7   | FRA 15  | GBR 8   | GER Ret | HUN Ret | BEL 8   | ITA 5   | POR 13  | EUR 10  | PAC 12  | JPN 6   | AUS 5  | 15. místo | 5    |
| 1996 | Tyrrell Yamaha            | Tyrrell 024  | Yamaha V10      | AUS 6   | BRA 5   | ARG Ret | EUR DSQ | SMR Ret | MON 5   | ESP DSQ | CAN Ret | FRA 10  | GBR 7   | GER 9   | HUN Ret | BEL 7   | ITA Ret | POR 11  | JPN Ret |        | 13. místo | 5    |
| 1997 | Tyrrell                   | Tyrrell 025  | Ford V8         | AUS Ret | BRA 13  | ARG 8   | SMR 9   | MON 5   | ESP Ret | CAN Ret | FRA Ret | GBR Ret | GER Ret | HUN 13  | BEL 11  | ITA Ret | AUT Ret | LUX 10  | JPN Ret | EUR 12 | 17. místo | 2    |
| 1998 | Danka Zepter Arrows       | Arrows A19   | Arrows V10      | AUS Ret | BRA Ret | ARG Ret | SMR 9   | ESP Ret | MON 4   | CAN Ret | FRA 13  | GBR Ret | AUT Ret | GER 14  | HUN Ret | BEL DNS | ITA Ret | LUX 14  | JPN Ret |        | 13. místo | 3    |
| 1999 | British American Racing   | BAR 01       | Supertec V10    | AUS     | BRA     | SMR 7   | MON Ret | ESP 8   | CAN     | FRA     | GBR     |         |         |         |         |         |         |         |         |        | 10. místo | 10   |
| 1999 | Scuderia Ferrari Marlboro | Ferrari F399 | Ferrari V10     |         |         |         |         |         |         |         |         | AUT 9   | GER 2   | HUN 12  | BEL 7   | ITA 3   | EUR Ret | MAL     | JPN     |        | 10. místo | 10   |
| 2000 | Red Bull Sauber Petronas  | Sauber C19   | Petronas V10    | AUS DSQ | BRA DNS | SMR 6   | GBR 8   | ESP 7   | EUR Ret | MON 5   | CAN Ret | FRA 10  | AUT 6   | GER 5   | HUN 10  | BEL 9   | ITA 7   | USA Ret | JPN 10  | MAL 8  | 11. místo | 6    |
| 2002 | Panasonic Toyota Racing   | Toyota TF102 | Toyota V10      | AUS 6   | MAL 12  | BRA 6   | SMR Ret | ESP 9   | AUT 8   | MON Ret | CAN Ret | EUR Ret | GBR Ret | FRA Ret | GER 9   | HUN 15  | BEL 7   | ITA 11  | USA 14  | JPN 8  | 17. místo | 2    |